# الدراسات الآسيوية
الدراسات الآسيوية هو مصطلح يستخدم عاداً في أمريكا الشمالية وأيضاً أستراليا الذي يعرف بأوروبا بالدراسات الشرقية. تهتم هذه الدراسات بالشعب الآسيوي و ثقافاتهم و لغاتهم و تاريخهم و سياستهم.داخل المجال الآسيوي,تجمع هذه الدراسات بين علم الاجتماع و التاريخ و الأنثروبولوجيا الثقافية و العديد من التخصصات لدراسة الظواهر السياسية و الثقافية و الاقتصادية في المجتمعات الآسيوية التقليدية و الحديثة. تشكل الدراسات الآسيوية في العديد من الجامعات مجالاً لدراسات العليا.
تعتبر هذه الدراسات مجالاً لدراسة المناطق,وفي الكثير من الجامعات الغربية تجمع الدراسات الآسيوية والأفريقية في كلية أو معهد واحد. مثل جامعةSOAS في لندن. و غالباً يتم جمع الدراسات الإسلامية بطريقة مماثلة.يتم تغطية تاريخ الانضباط في الدراسات الشرقية في دول الغرب.

## فروع الدراسات
- دراسات جنوب آسيا(علم اللاهوت)
- دراسات البنغال
- دراسات درافيديان
- التاميل
- سندولوجي
- دراسات باكستان
- دراسات جنوب شرق آسيا
- علم الفلبينيات(الدراسات الفلبينية)
- الدراسات التايلاندية
- الدراسات الفيتنامية
- دراسات ميانمار
- الدراسات الاندونيسية
- دراسات شرق آسيا
- علم الصينيات(الدراسات الصينية)
- دراسات تايوان
- الدراسات اليابانية
- دراسات عينو
- دراسات أوكيناوان
- دراسات ربوكيووان
- الدراسات الكورية
- الدراسات المنغولية
- التبت(دراسات التبت)
- دراسات اليوغور
- دراسات الشرق الأوسط
- الدراسات اليهودية
- الدراسات الإيرانية
- دراسات آسيا الوسطى
- التركولوجيا
- دراسات سامية
- الآشوريات
- الدراسات العبرية
- الدراسات اليهودية( تدخل غالباً مع الدراسات الشرق الأوسط)
- الدراسات الإسلامية (تدخل غالباً مع دراسات الشرق الأوسط و آسيا الوسطى).

## انظر ايضاً
- Asian American studies
- Black and Asian Studies Association
- Cultural studies
- Egyptology
- European studies
- International Journal of Asian Studies
- Bachelor of Asian Studies